# Teknisk chef

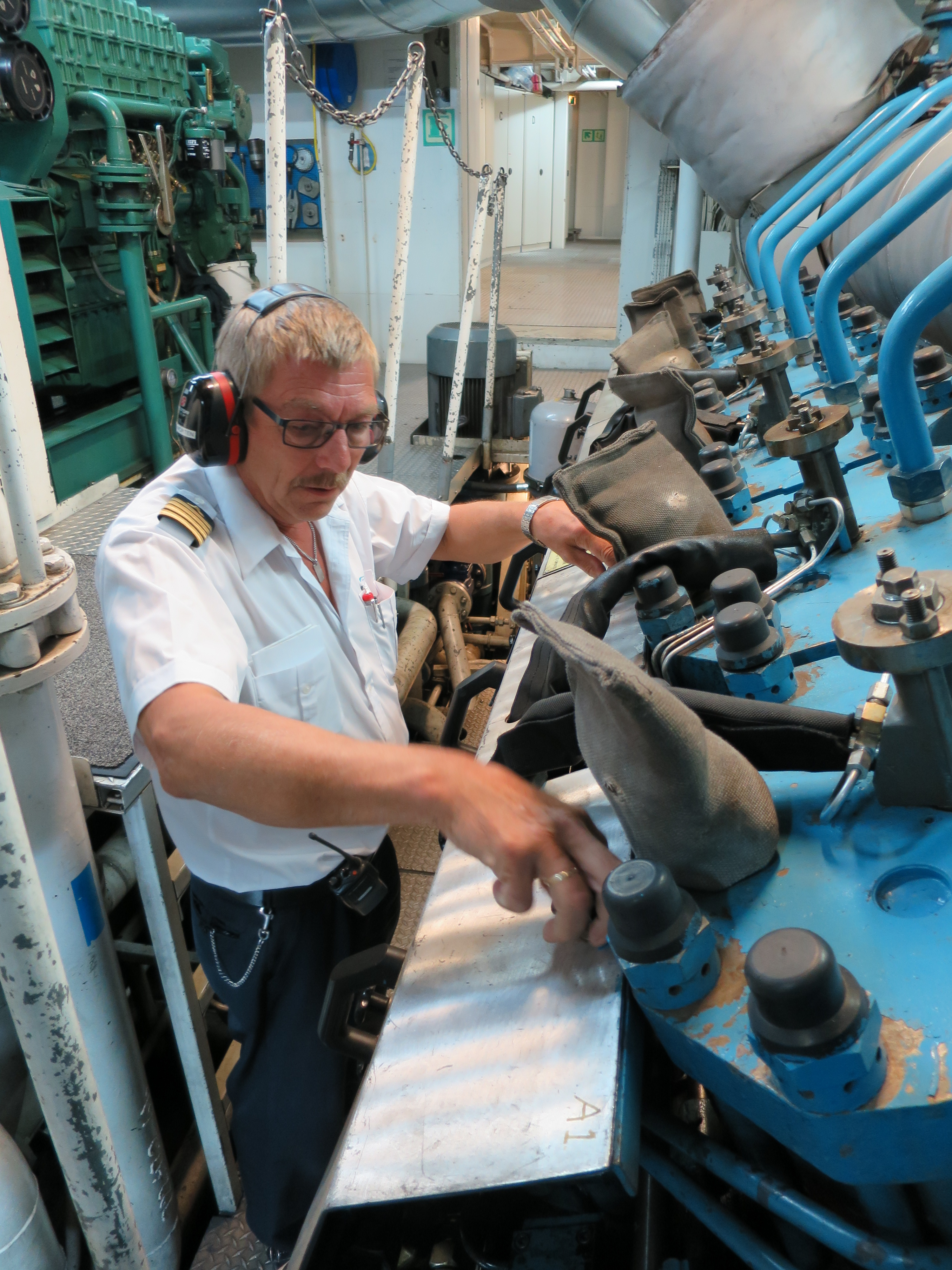
Maskinchefen på fartyget Bastø II.

Den tekniska chefen, maskinchefen eller chiefen på ett fartyg är ansvarig för maskineriet och all teknisk kringutrustning, gällande ekonomisk och säker drift samt dess underhåll och vård.

## Sverige
På svenska fartyg är den tekniska chefen också fartygets brandchef.